# 観世重賢
観世 重賢（かんぜ しげかた、万治元年（1658年） - 延享3年4月23日（1746年6月11日））は、江戸時代の猿楽師。12世観世大夫。通称は初め三郎次郎、大夫就任と同時に左門を名乗る。隠居してのちは服部十郎左衛門、さらに出家して服部周雪と改めた。
宝生家からの養子として観世大夫を嗣ぐが、29歳でその地位を去る。以後は前大夫として尊重を受けつつ京・江戸で隠居暮らしを送り、89歳で死去した。

## 生涯

### 観世家の養子に
江戸時代、幕府に仕える能役者たちは観世・金春・宝生・金剛・喜多の五座に編成され、世襲の大夫がこれを率いていた。
重賢はその五座の一つ、宝生座の大夫・宝生重友の次男として生を受けた。父・重友は若年より活躍し、56歳で秘曲とされる「関寺小町」を舞い将軍・徳川家綱から褒美を受けるなど、宝生座の地位の向上に果たすところが大きい人物であった。兄に次代の宝生大夫となった九郎友春、弟に松尾芭蕉門下の俳人・宝生（服部）沾圃がある。
その頃、五座の筆頭である観世座の11世大夫・観世重清は弟の十郎兵衛を養子としていたが、1663年（寛文3年）に先立たれていた。嗣子を定める必要に迫られた重清は、翌年、宝生家から7歳の三郎次郎（重賢）を新たに養子として迎えることとなった。他家出身である三郎次郎が後継者に選ばれた理由としては、実父・重友がかつて10世観世大夫重成に芸の指導を受けていた縁などが推測されている。
1671年（寛文11年）、観世家の嗣子として、江戸城での表能に初めて出勤する。翌1672年（寛文12年）、京都七本松で重清が開催した勧進能では、4日間の日程のうち初日と4日めで「翁」（および脇能）を勤めるなど、15歳ながら重い役割を担った。以後も江戸城中での能に次期大夫としてたびたび出演するなど、順調な活動を続ける。
1680年（延宝8年）、徳川綱吉の将軍宣下祝賀能では、病気で出勤しなかった養父・重清に代わり、初日に「翁」「高砂」、2日目に「花月」、3日目に「忠度」、4日目に「桜川」を舞うが、重賢にとってはこれが能役者としてもっとも花やかな瞬間だったとも評される。同時期の3世喜多七大夫宗能の書状を見ると、この頃にはすでに重賢が、事実上観世家の代表者として認識されていたらしい。

### 観世大夫として
1682年（天和2年）、養父・重清が50歳で隠居し、重賢が25歳で12世観世大夫の地位を継承する。同時に通称をそれまでの三郎次郎から「左門」に改めるが、これは8世以来続いた当主の通称「左近」を遠慮するとともに、先人である世阿弥が「左衛門大夫」を名乗った先例を踏まえたものと考えられる。
また養父・重清の希望を受けてか、その実子である久馬助を自身の養子として後継者に据えている。その久馬助に専ら大夫代理を任せるなど、早くから観世宗家に大夫の座を戻すことを企図していたらしい。
一方、時の将軍・綱吉は能に対し「稀代の能狂」と評されるほどの没頭を示していた。綱吉の愛好により、この時期の能界は「未曾有の盛況と混乱」を呈することとなる。1683年（天和3年）には観世座小鼓方の観世新九郎親子が綱吉の逆鱗に触れて追放され、1686年（貞享3年）には喜多宗能親子がやはり追放、喜多座が解体されるという事件が起こっている。
綱吉の能との関わりの中でも悪名が高いのは、能役者を「廊下番」などの名目で半強制的に士分として登用し、自身の私的な催能に参加させたことである。そして1685年（貞享2年）、19歳の久馬助も、「藤本源右衛門」として御次番に取り立てられてしまう。男色目的とも推測されるこの登用により、観世座は突如として後継者を失うこととなった

### 29歳での隠居
対して重賢は同年11月、養父・重清の弟である結崎玄入の長男・市三郎（のちの13世観世大夫重記）を代わって養子に迎えた。市三郎は「織部」を名乗って観世座の後継者となり、翌1686年（貞享3年）には重賢の代役を無事勤め上げる。
ところがそれを見届けるや同年5月19日、重賢は病気を理由に幕府に隠居願を出し、在任4年にして観世大夫の座を織部に譲ってしまう。
29歳という若さでの隠居は異例であり、その原因がさまざまに推測されている。重賢が当時病を患っていたことは事実らしいが、とはいえ隠居の必要までは感じられない。宝暦10年（1760年）に著された『秦曲正名閟伝』は（養子ゆえの）周囲からの孤立が隠居の要因であると示唆し、また『素謡世々之蹟』は重賢自身の宮仕えを嫌う気ままな性格に原因を求めている。能楽研究者の表章はこれらに加え、上述したような綱吉政権下における能界の混乱に嫌気が差したことが大きな理由だったのではないかと推測している。
なお異例の隠居を認めさせるに当たっては、綱吉のお気に入りであった兄・宝生大夫友春の助力もあった可能性が指摘されている。

### 京での隠居生活
隠居した重賢は「服部十郎左衛門」を名乗り、室町時代からの観世家の邸宅である京の観世屋敷に住した。『秦曲正名閟伝』は隠居後の暮らしについて「遊衍を事にし」と遊興に耽ったことを記すが、のちには『素謡世々之蹟』が記すように「世をば心のままにて過」ごしただろうと推測され、気が向いた時には稽古能なども催していたことが伝えられている。
当時京都では、9世観世大夫黒雪の甥である服部宗巴（福王盛親）以来、型・囃子を伴わない素謡による演能が盛んに行われていた（いわゆる京観世）。隠居後の十郎左衛門（重賢）はこの京観世の関係者と交流があり、また大きな影響力を持っていたと見られる。中でものちに「京観世五軒家」の一角を占める井上家・林家・岩井家などが福王流から観世流に転ずるに当たっては、在京中の重賢が仲立ち役となったらしい。
また素謡界との関係から、観世流の謡本を刊行していた書肆の1人・山本長兵衛との交際が生まれたと伝えられる。重賢の斡旋により山本長兵衛は観世流の版元的立場を手に入れ、元禄以降他の謡本刊行元に対し優位に立つこととなる。さらに重賢は謡本の具体的な内容についても関与したと言われ、元禄3年（1690年）6月奥付の山本長兵衛刊外組謡本（30番、実際の刊行は享保以降らしい）、および正徳6年（1716年）弥生奥付のいわゆる「正徳弥生本」の刊行に携わった可能性が指摘されている。

### 江戸での晩年
前述の『秦曲正名閟伝』によれば重賢は芸に関して元々高い才能を持っていたが、（あるいは『素謡世々之蹟』が記す「気まま」な性格ゆえか）努力を怠っていた。ところが50歳を迎える頃から、一念発起して芸道に打ち込んだとされる。
1707年（宝永4年）、50歳の重賢は京を去って再び江戸に戻る。また時期は不明だが出家して、以後「服部周雪」を名乗った。観世家内では前大夫として、相応の待遇を受けていたらしい。
1724年（享保9年）、将軍・吉宗に召され、江戸城西丸で「葛城」を舞う。67歳、隠居の身での出勤は極めて異例のことであった。
この出演のあとも周雪（重賢）は長寿を保つ。老境に入って以後、毎年の正月には祝言小謡を創作することを習慣とし、その小謡18曲は「周雪作小謡集」としてまとめられている。また現存する型付からは、弟子への指導も行っていたことが窺える。ただし1730年（享保15年）頃にはすでに目を患っており、晩年には盲目であったらしい。
1746年（延享3年）4月23日、病のため死去。89歳。『秦曲正名閟伝』には50歳以降の精進の結果、「晩節乃其妙を得たり」とある。

## 家族
長男・三郎次郎（最初は久馬助を名乗る、養父・重清の実子とは別人）は14世観世大夫清親を補佐して活躍したらしく、のち津軽藩に仕えて重きをなした。次男は紀州藩の狂言師・松居市兵衛の養子となり、三男は観世座地謡方の名家である日吉五郎右衛門家、四男・織右衛門は日吉小平次家の名跡をそれぞれ嗣いだ。妻については詳細が不明だが、重賢の死と同年、一足早い1月22日に亡くなっている。